# 斯基亞索斯
斯基亚索斯（希臘語：Σκιάθος）是希腊色萨利大区斯波拉泽斯专区的市镇，行政中心为斯基亚索斯镇。市镇面积为49.898平方公里，2021年人口数量为5,802人。
除斯基亞索斯島之外，此市镇还包括周边一些无人居住的小岛。